# Moisei Uritski
Moisei Solomonovitch Uritski (em russo: Моисей Соломонович Урицкий; Tcherkasi, Ucrânia, 2 de janeiro de 1873 (jul.) - Petrogrado, Rússia, 17 de agosto de 1918) foi um revolucionário judeu, líder bolchevique durante a Revolução de Outubro de 1917.

## Biografia
Uritski, órfão de pai desde criança, foi educado no ambiente religioso judeu, que na época era discriminado pelas autoridades czaristas. Na sua época como estudante de Direito na Universidade de Kiev, aderiu ao Partido Operário Social-Democrata Russo (POSDR) e organizou uma rede para importar e distribuir literatura política clandestina. Em 1897 foi arrestado e deportado por essa atividade. Porém, mesmo assim, envolveu-se no movimento revolucionário e fez parte da organização operária judaica Bund. Como membro do POSDR participou no seu II Congresso, posicionando-se do lado dos mencheviques de Julius Martov. As suas atividades em Petrogrado durante a Revolução de 1905 fizeram com que novamente fosse deportado.
Em 1914 emigrou à França e colaborou com o jornal social-democrata A nossa palavra (Наше слово). Rechaçou as teses mencheviques de "defesa da pátria" e apoiou o setor "internacionalista" da social-democracia que se reuniu em 1915 na denominada Conferência Socialista de Zimmerwald (Suíça). Como membro da ala internacionalista, organizou redes de correio para financiar os internacionalistas que permaneciam na Rússia junto com Aleksandr Parvus, e ajudou também Karl Radek a organizar a entrada de Lenin desde Suíça na Rússia.
Em 1917, regressou a Petrogrado, onde fez parte da organização social-democrata dos Mejraiontsi. Porém, em julho de 1917, aderiu finalmente aos bolcheviques, participando no VI Congresso do POSDR, onde foi eleito como membro do Comité Central do Partido. Graças à sua posição, foi também designado para dirigir a Tcheka (política secreta) em Petrogrado.
Uritski esteve entre os dirigentes que se opuseram à sinatura do Tratado de Brest-Litovski imposto à Rússia por Alemanha. Ao ser assinado, renunciou ao seu cargo junto com outros dirigentes como Nikolai Bukharin, Feliks Dzerzhinski, Georgi Piatakov, Andrei Bubnov e Ivan Smirnov. Contudo, coordenou com Bukharin e Radek a publicação do jornal Kommunist como órgão do grupo de Comunistas de Esquerda, opostos pela esquerda aos bolcheviques. Porém, no VII Congresso do POSDR (extraordinário), em março de 1918, Uritski mostrou-se desconforme com o documento intitulado Tese sobre a atual situação proposto pelos Comunistas de Esquerda, o que possibilitou o seu regresso ao Comité Central, embora continuar ligado ao grupo.
A guerra civil russa iniciou-se em 25 de maio de 1918. Em 17 de agosto, um cadete militar, Leonid Kanegeiser, assassinou Moisei Uritski em retaliação pela morte de vários corpos do Exército Branco. Este facto, unido ao atentado de Fanni Kaplan contra Lenin em 30 de agosto, fez com que os bolcheviques iniciassem a campanha de retaliação conhecida como Terror Vermelho.